# Andrew Saul
Andrew Saul (Katonah, Nova Iorque, 6 de novembro de 1946) é um empresário estadunidense e atual presidente da Federal Retirement Thrift Investment Board e presidente assistente da autoridade metropolitana do trânsito (em inglês: Metropolitan Transportation Authority, MTA), responsável pelo transporte público no estado de Nova Iorque.